# Faustí Barberà
Faustí Barberà i Martí (Alacuás, 20 de diciembre de 1850 - 5 de enero de 1924) fue un médico, erudito y político español, iniciador del valencianismo político.

## Biografía
Hijo de Victorià Barberà, maestro de la escuela de Alacuás (provincia de Valencia), profesor de música y organista de la iglesia parroquial, y de Fausta Martí, fue el quinto de ocho hermanos, de los que sólo sobrevivieron él y su hermana Dolors.
Cursó estudios en la escuela primaria en Alacuás y continuó su formación en las Escuelas Pías de Valencia, a donde debía desplazarse diariamente desde la residencia familiar. Gracias a las aficiones musicales del padre, Faustí se familiarizó muy joven con la música, de modo que, a la muerte del padre en 1870, le sustituyó como organista de la parroquia y también como maestro de escuela.
Poco después de la muerte de su padre se trasladó con su madre y hermana a Valencia donde inició sus estudios en la Facultad de Medicina y donde dos años más tarde, en 1872, también moriría su madre.
En 1878 contrajo matrimonio con Encarnación Ferrandiz Alejos, la hija de una acaudalada familia del municipio de Picaña, con la que tuvo cinco hijos de los que sólo sobrevivió una hija. En 1879 recibió el título de doctor en medicina y cirugía de la Universidad Central con una tesis doctoral con el título De la Malaria que defendió en 1874 ante el tribunal.
Ejerció la medicina en la Universidad de Valencia, donde destacó su labor durante la epidemia de cólera de 1885. Por el trabajo en su demarcación recibió la Cruz de Beneficencia por su «conducta profesional en aquellas históricas circunstancias», y dos años más tarde la medalla de oro del Institut Mèdic Valencià. En 1889 fundó la Revista Valenciana de Ciencias Médicas que saldría cada quince días hasta 1924 y en la que él mismo publicó artículos sobre la historia de la medicina valenciana. En 1891 organizó el primer Congreso Médico Regional de Valencia para celebrar el 50 aniversario del Instituto Médico Valenciano. En 1892, como reconocimiento de sus méritos profesionales, fue nombrado caballero de la Orden de Isabel la Católica y un año más tarde fue admitido como académico en la Real Academia de Medicina y Cirugía de Valencia. En 1894 su hija, enferma de difteria, moría a la edad de nueve años a pesar de los cuidados de su padre.
Tras la muerte de su hija, inició una serie de viajes por Europa que le llevaron a especializarse y centrar su práctica médica en la otorrinolaringología. Primero estuvo en Viena ocho meses en los que profundizó sus conocimientos sobre esta especialidad médica. Aquí tomó contacto con el método oral puro para la enseñanza de los sordomudos que difundió en España a partir de su obra De la enseñanza del sordomudo por el método oral puro, publicada en 1895, y que dos años más tarde fue adoptada como libro de texto por el Consejo de Instrucción Pública y por todos los colegios de sordomudos de España. De 1897 a 1899 continuó viajando por Europa, ampliando sus conocimientos de otorrinolaringología y realizando estudios pedagógicos para la enseñanza de los sordos. Visitó Francia, Italia, Austria y Alemania, y de vuelta a Valencia abrió una clínica con las técnicas más modernas del momento.
En noviembre de 1907 se casaba en segundas nupcias con Joaquina Alcañiz y Altamira, con la que tuvo un hijo. Sin embargo, once meses después del matrimonio se separaban por diferencias personales.
Desde 1919 hasta 1921 fue presidente del Colegio de Sordomudos y de Ciegos de Valencia, del que había sido uno de los promotores. Aquí introdujo el método oral puro para la enseñanza de los sordomudos, el Braille para los ciegos y el método Abreu para la enseñanza musical. Faustí Barberà murió el 5 de enero de 1924 a la edad de 73 años.

## Actividad política: fundador del valencianismo político
Con el cambio de siglo, Faustí Barberà inició su trayectoria política. En 1901 fue nombrado vicepresidente primero de la junta directiva de Lo Rat Penat. Un año más tarde, al inicio del curso de esta asociación, Barberà pronunció una conferencia en la que construiría las bases teóricas del valencianismo político. El discurso fue publicado dos años más tarde bajo el título De regionalisme i valentinicultura. Discurs vell i comentaris nous ('De regionalismo y valentinicultura. Discurso viejo y comentarios nuevos').
En él reclamó, por primera vez desde el Decreto de Nueva Planta, el derecho a gobernarse del antiguo Reino de Valencia, se opuso a la absorción y asimilación castellana, reclamó la enseñanza del valenciano en la escuela y definió España como un estado plurinacional. Según Barberà, la situación valenciana era consecuencia de la derrota de Almansa y pedía como solución el restablecimiento de Els Furs.
El proyecto presentado en el discurso, aunque encontró algunos adeptos, permaneció minoritario, y por otra parte, también causó que se intentara desacreditar su figura y fuera apartado de la institución en la que había expuesto sus ideas. Esto provocó que en 1904 Barberà fundara con Josep Maria Puig y Torralva, Francesc Badenes y Dalmau, R. Andrés y Cabrelles, Isidre Torres y Francesc Costell la asociación cultural y política Valencia Nova, con un carácter más progresista que Lo Rat Penat, y que presidió desde el año 1906.
Bajo su dirección, esta entidad organizó los días 29 y 30 de junio de 1907 la Assemblea Regionalista Valenciana, coincidiendo con el segundo centenario de la batalla de Almansa y del Decreto de Nueva Planta y siguiendo el ejemplo de la Solidaridad Catalana. La Asamblea se concibió como una gran fiesta que pretendía «festear nuestro pasado y saludar al naciente espíritu valencianista: poner ante el alma valenciana un hecho trascendentalísimo de su vida y estimular su patriotismo».
Durante su presidencia aumentaron considerablemente el número de actividades organizadas por la asociación como viajes, conferencias o una iniciativa para que el Ayuntamiento de Valencia recuperara los nombres históricos de las calles. A partir de una excursión al Puig de Santa Maria, organizada por el Centro de Cultura Valenciana, Faustí Barberà se implicó en la reivindicación de la restauración y conservación del monasterio del Puig y en la valorización del monasterio como patrimonio histórico y cultural de los valencianos.
Cuando en 1914 las Cortes Españolas propusieron la constitución de una Mancomunidad Levantina (que incluía la región valenciana, junto con las provincias de Murcia y de Albacete), fue uno de los que se opuso más encarnizadamente, anteponiendo el hecho lingüístico al administrativo y reclamando una Mancomunidad Valenciana, como la Joventut Valencianista. También fue uno de los firmantes de la Declaración Valencianista de 1918.

### De regionalisme i valentinicultura

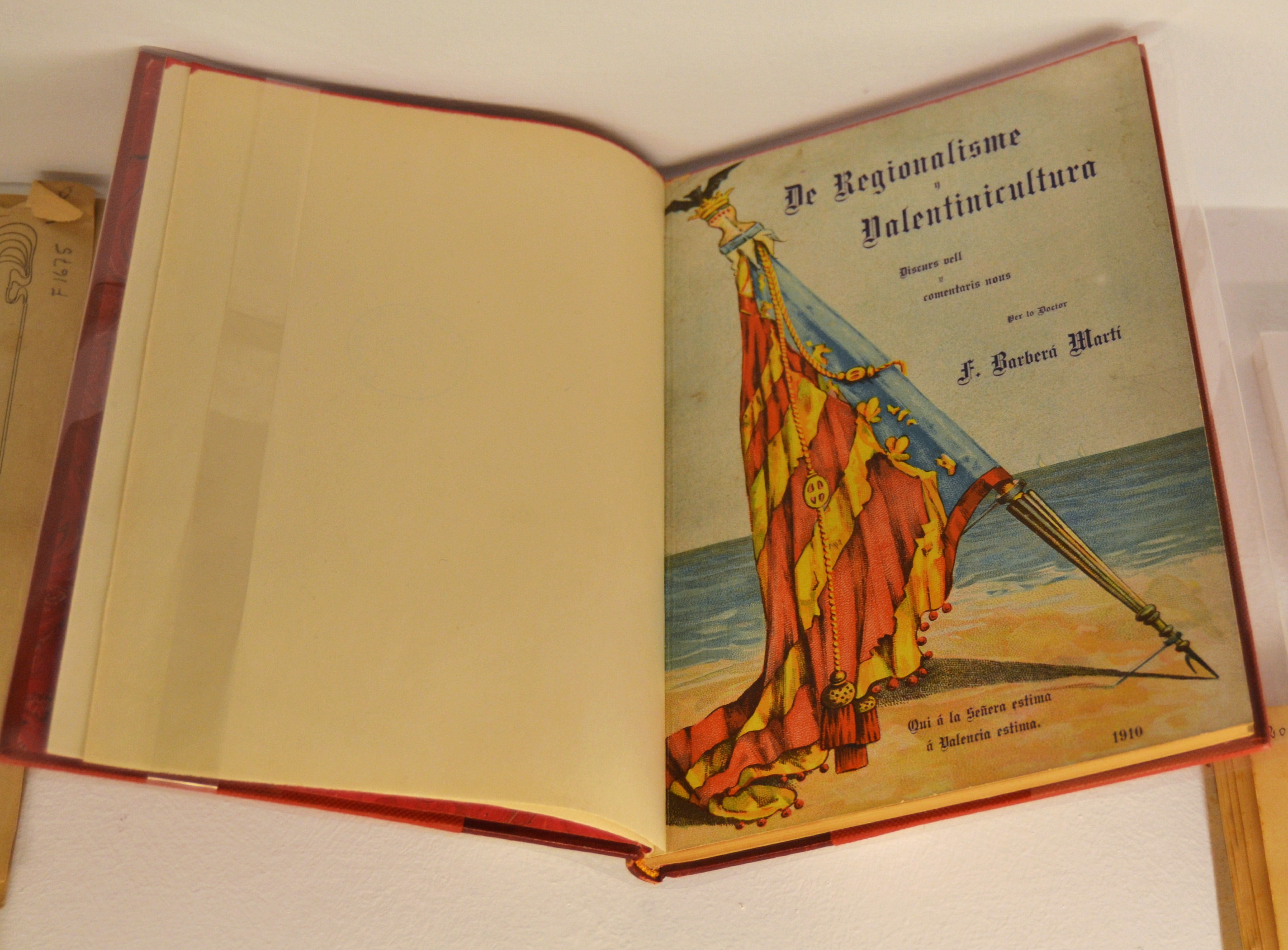
De regionalisme i valentinicultura. Discurs vell i comentaris nous.

En 1910, Faustí Barberà publicó De regionalisme i valentinicultura. Discurs vell i comentaris nous en el que incluía el discurso de inicio de curso de Lo Rat Penat, pronunciado el 7 de diciembre del año 1902. Este libro es considerado como el primer texto teórico del valencianismo y del nacionalismo valenciano.
Faustí Barberà había tomado contacto con algunos de los incipientes nacionalismos europeos en sus viajes por Francia y el centro de Europa. Este conocimiento le ayuda a construir el aparato conceptual de un nacionalismo valenciano que pretende estar en sintonía con otros nacionalismos peninsulares con el objetivo de redefinir a España como un Estado donde se respetan y valoran las distintas identidades.
En el texto se vislumbran ya, sin embargo, muchas de las dificultades y conflictos que acompañarán al valencianismo durante todo el siglo XX: la falta de una estructura social y de una articulación política modernas en una sociedad económicamente premoderna y agraria, la interiorización del regionalismo por parte de fuerzas políticas conservadoras o blasquistas, las discrepancias en torno a la lengua, el nacimiento del pancatalanismo, y el papel jugado por la burguesía españolista.

### La lengua de los valencianos
Para Faustí Barberà la reivindicación lingüística es intrínseca a la reclamación nacional como pone de manifiesto citando las palabras de Johann Gottfried Herder: «quien ataca mi lengua quiere robarme mi inteligencia, mi modo de vivir, mi honor y los derechos del mi pueblo».
Faustí Barberá resume sus expectativas en relación a la lengua en el opúsculo Per a Valencians. Planes redactades y tretes a llum per un fill de la terra amant de Sant Vicent Ferrer, de la seua llengua y de la pública honestedat ('Para Valencianos. Planas redactadas y sacadas a luz por un hijo de la tierra amante de San Vicente Ferrer, de su lengua y de la pública honestidad'), publicado en 1913:

queremos el milagro de su restauración literaria y racional [y que] acabe pronto ese desagradecimiento, movido por la ignorancia en que los valencianos vivimos respecto del idioma propio.

En el marco de la difusión y promoción de la lengua y la literatura autóctonas, Barberà puso en marcha una relevante labor editorial, dando a conocer importantes autores valencianos. Se interesó también y difundió la obra de Carlos Ros, notario del siglo XVIII, apasionado por la lengua, con lo que coincidía en algunas reivindicaciones lingüísticas como la de la oficialidad de la lengua.
Aparte de su labor para promocionar y difundir la lengua, también reflexionó sobre la necesidad de una norma y publicó comentarios y consejos para recuperar la genuinidad de la ortografía valenciana.
Finalmente, cabe señalar que fue amigo de Antoni Maria Alcover y colaboró en la realización del Diccionari Català-Valencià-Balear.